# بلدية موريلوس
بلدية موريلوس هي بلدية في المكسيك، تقع في ولاية مكسيكو، بلغ عدد سكانها 29,862  نسمة وذلك حسب إحصائيات سنة 2014، تبلغ مساحتها 222.76 كيلومتر مربع.